# 석주관 전투
석주관 전투(石柱關戰鬪)는 조선 선조 31년(1597년, 정유재란)에 구례지방의 선비들이 의병을 일으켜 일본군에 맞서 석주관을 사수하다 전사한 전투이다.

## 배경
1597년 정유재란이 일어나고 남원성과 전주성이 함락되었다. 하지만 호남 지역에서의 저항이 완전히 끝난 것은 아니었다. 이미 일본군이 침공해 노략질을 당했던 구례 지역에서 전 남원 전투에서 패해 후퇴했던 구례 현감 이원춘이 의병을 일으켜 들고 일어나 석주관(石柱關)에서 일본군과 전투를 벌였다.
당시 구례는 남원과 전주로 통하는 전략적 요충지이자 교통지이었으므로 일본군은 다시 구례 지역을 토벌하기 위해 군사를 돌려야 했다. 석주관에서 전투를 벌인 끝에 이원춘은 결국 전사했다.
이에 구례 주민들이 다시 들고 일어나 10월 31일(음력 9월 22일) 자모장 왕득인이 50명의 군사를 이끌고 와 싸우다가 전사했다. 이에 왕득인의 아들 왕의성이 12월 16일(음력 11월 8일) 아버지가 석주관에서 전사했다는 소식을 듣고 의병을 일으켜 이정익, 한호성, 양응록, 고정철, 오종 등과 함께 의병을 이끌고 석주관으로 갔다.
12월 17일(음력 11월 9일)에 벌어진 전투에서 이정익과 고정철이 조경남의 의병과 합세해 연곡에서 진을 쳐 일본군 60명을 죽이고 우리 포로 200명을 구출했다. 
제2차 전투가 있기 전에도 근처 화엄사에서 승병 153명과 군량미 103석을 지원받았다. 의병과 승병 연합군은 최후의 전투로 '피내' 라 불리는 계곡으로 일본군을 유인해 5의사 의병군과 승병군이 일제히 공격을 시작했다. 또한 왕의성은 일본군에게 바위를 내려 기습했다.
그러나 계속 오는 일본군의 숫자에 중과부적으로 패배해 5의사 의병장들도 모두 전사하고 오직 왕의성만이 화를 면해 후퇴했다.

## 결과 및 영향
석주관에서 계속 항전을 벌이다 전사한 구례에는 석주관칠의사묘가 세워졌다.